# Luis Marín Barahona
Luis Marín Baharona, född 18 maj 1983, är en chilensk fotbollsmålvakt som sedan 2015 spelar i Club Deportivo Palestino.
Marín spelade ingenting för Chile under kvalet till VM 2010 utan fick förtroendet först efteråt i matcherna mot Venezuela, Trinidad och Tobago och Mexiko och blev sedan uttagen i truppen till VM-slutspelet.